# Patrick Süskind
Patrick Süskind (ur. 26 marca 1949 w Ambach) – niemiecki pisarz oraz autor scenariuszy. Studiował historię na Uniwersytecie Ludwika i Maksymiliana w Monachium oraz Aix-en-Provence, obecnie mieszka w Monachium i Paryżu.
Jego najgłośniejsza powieść to Pachnidło (1985), która zdobyła uznanie w świecie literackim i w 2006 roku została zekranizowana przez Toma Tykwera, gdy wytwórnia filmowa Constantin-Film nabyła wyłączne prawa do jej ekranizacji. Ponadto Süskind brał udział przy pisaniu scenariuszy do kilku filmów: dziesięcioodcinkowego Monaco Franze (1984), w którym sam zagrał niewielką rolę drugoplanową, Kir Royal z 1986, filmu Rossini (1997) oraz Vom Suchen und Finden der Liebe (2005) w reżyserii Helmuta Dietla.
Jednoaktowy monolog Süskinda Kontrabasista z 1981 był w sezonie teatralnym 1984/85 najczęściej graną sztuką w teatrach niemieckojęzycznych (około 500 przedstawień).
Süskind udzielił niewielu wywiadów, nie uczestniczy w życiu publicznym, wielokrotnie odmawiał przyjęcia nagród literackich (Nagrody Gutenberga, Nagrody Tukana, Nagrody Literackiej FAZ).

## Dzieła
- Kontrabasista, 1981
- Pachnidło, 1985
- Gołąb, 1987
- Historia pana Sommera, 1991
- Trzy historie i jedno rozważanie, 1996
- Rossini, 1997
- O miłości i śmierci, 2005